# دیزی دونوون
دِیزی دونووِن (انگلیسی: Daisy Donovan؛ زادهٔ ۲۳ ژوئیهٔ ۱۹۷۳) بازیگر تئاتر، بازیگر سینما و مجری تلویزیون اهل ایالات متحده آمریکا است.
از فیلم‌ها یا برنامه‌های تلویزیونی که وی در آن نقش داشته‌است می‌توان به کودک وحشی، مرگ در تشییع جنازه، مرگ بر روی نیل، و میلیون‌ها اشاره کرد.